# Vũ thủy
Vũ thủy (tiếng Hán: 雨水; bính âm: ‘‘yǔshuǐ’’) là một trong 24 tiết khí của các lịch Trung Quốc, Việt Nam, Nhật Bản, Triều Tiên. Ngày bắt đầu tiết Vũ thủy thường diễn ra vào khoảng ngày 18 hay 19 tháng 2 dương lịch, khi Mặt Trời ở xích kinh 330° (kinh độ Mặt Trời bằng 330°). Đây là một khái niệm trong công tác lập lịch của các nước Đông Á chịu ảnh hưởng của nền văn hóa Trung Quốc cổ đại. Ý nghĩa của tiết khí này, đối với vùng Trung Hoa cổ đại, là Mưa ẩm.
Theo quy ước, tiết vũ thủy là khoảng thời gian bắt đầu từ khoảng ngày 18 hay 19 tháng 2 và kết thúc vào khoảng ngày 5 hay 6 tháng 3 trong lịch Gregory theo các múi giờ Đông Á khi tiết kinh trập bắt đầu. Đối với Nam bán cầu, tiết khí này kéo dài từ 23 hay 24 tháng 8 đến 7 hay 8 tháng 9.
Lịch Trung Quốc, cũng như lịch ở các nước Đông Á cổ đại bao gồm Việt Nam, bị nhiều người lầm là âm lịch thuần túy, dẫn đến ngộ nhận về việc tiết khí nói chung và vũ thủy nói riêng được tính theo chu kỳ của Mặt Trăng quay xung quanh Trái Đất. Trên thực tế lịch Trung Quốc cổ đại là một loại âm dương lịch, trong đó tiết khí, từ thời Hán Vũ Đế, đã được tính theo vị trí của Trái Đất trong chu kỳ chuyển động trên quỹ đạo xung quanh Mặt Trời. Theo cách tính hiện đại, với điểm xuân phân là gốc có kinh độ Mặt Trời bằng 0°, thì thời điểm diễn ra hay bắt đầu tiết vũ thủy ứng với kinh độ Mặt Trời bằng 330°. Ngày vũ thủy do vậy được tính theo cách tính của dương lịch hiện đại và nó thông thường rơi vào ngày 18 hay 19 tháng 2 dương lịch tùy theo từng năm. Tiết khí đứng ngay trước vũ thủy là lập xuân và tiết khí kế tiếp sau là kinh trập.

## Từ nguyên
Chữ Hán: 雨水.